# Autophila rhodochroa
Autophila rhodochroa là một loài bướm đêm trong họ Erebidae.